# Battle for the Planet of the Apes
Battle for the Planet of the Apes is een Amerikaanse sciencefictionfilm uit 1973. Het is het vierde en tevens laatste vervolg op Planet of the Apes uit 1968, na Beneath the Planet of the Apes (1970), Escape from the Planet of the Apes (1971) en Conquest of the Planet of the Apes (1972). De hoofdrollen worden vertolkt door Roddy McDowall, Claude Akins, Austin Stoker en Paul Williams.

## Verhaal
Twaalf jaar zijn verstreken sinds Caesar de opstand van de apen tegen de mens ontketende. De mensheid heeft geprobeerd terug te vechten met kernwapens, waardoor de beschaving nu zo goed als vernietigd is. Een groep overlevenden, zowel apen als mensen, hebben zich onder leiding van Caesar gevestigd in een vruchtbaar gebied. Alle apen hebben inmiddels leren spreken. En hoewel de mensen beter worden behandeld dan zij ooit de apen hebben behandeld, zijn ze ondergeschikt aan de apen. 
De vrij vreedzame gemeenschap wordt echter bedreigd, zowel van binnen als van buiten. Nadat Caesar een verwoeste stad heeft bezocht met de mens MacDonald en de orang-oetan Virgil, ontdekt hij dat zijn ouders de vernietiging van de aarde hebben gezien en dat er nog steeds mensen wonen in de stad, echter verminkt door de straling. Deze stadsbewoners vallen de apenstad aan. Ondertussen pleegt Aldo, de leider van de gorilla's, een machtsgreep omdat hij een bloedhekel heeft aan mensen en wil Caesar uit de weg ruimen. Hij vermoordt Cornelius, de zoon van Caesar, als die per ongeluk Aldo's plannen heeft gehoord. Aldo sluit vervolgens alle mensen op. Caesar, kapot van het verlies van zijn zoon, moet opnieuw de strijd aangaan met vijandig gezinde mensen. Door een list van Caesar weten de apen echter te winnen. Na de strijd komt hij erachter dat Aldo zijn zoon heeft vermoord en hij vermoordt op zijn beurt Aldo. Bovendien brak Aldo de heilige regel "Een aap mag nooit een aap doden". Caesar beseft vervolgens dat de drie apenrassen geen haar beter zijn dan het mensenras en hij laat de mensen vrij en verklaart hen uiteindelijk tot gelijken.
De film eindigt met een epiloog, 600 jaar in de toekomst. Een aap die bekendstaat als de Wetgever vertelt het verhaal van Caesar aan een groep mensen en apen. Het lijkt erop dat het toekomstscenario uit de originele film niet langer werkelijkheid zal worden, daar de apen en mensen nog steeds in vrede samen leven. Maar volgens de Wetgever is de toekomst altijd onzeker.

## Rolverdeling
| Acteur          | Personage            |
| --------------- | -------------------- |
| Roddy McDowall  | Caesar               |
| Claude Akins    | Aldo                 |
| Austin Stoker   | McDonald             |
| Paul Williams   | Virgil               |
| Natalie Trundy  | Lisa                 |
| Severn Darden   | Kolp                 |
| Bobby Porter    | Cornelius            |
| Les Ayres       | Mandemus             |
| John Huston     | Wetgever             |
| Noah Keen       | Leraar               |
| Andy Knight     | Mutant op motorfiets |
| Heather Lowe    | Dokter               |
| France Nuyen    | Alma                 |
| Michael Stearns | Jake                 |
| John Landis     | vriend van Jake      |
| Paul Stevens    | Mendez               |
| Richard Eastham | Kapiteinmutant       |
| Cal Wilson      | Soldaat              |

## Achtergrond
Roddy McDowall keert in deze film weer terug. Verder spelen enkele bekende namen in de film mee zoals John Huston, France Nguyen en Lew Ayres, maar verder bestaat de filmploeg vrijwel geheel uit nieuwe of destijds nog onbekende acteurs. Actrice France Nguyen had ondanks haar sterrenstatus maar een relatief kleine rol in de film, hoewel veel scènes met haar die aanvankelijk niet in de film waren opgenomen later alsnog werden teruggeplaatst.
Het einde van de film is niet helemaal helder. De film eindigt met een close-up van een standbeeld ter nagedachtenis aan Caesar, waarbij een traan zichtbaar is in een van de ogen. Volgens regisseur J. Lee Thompson was dit een teken dat Caesar erin geslaagd zou zijn een betere toekomst te creëren, maar volgens scenarioschrijver Paul Dehn was het juist een teken dat Caesars pogingen gefaald hebben en de grimmige toekomst uit de eerste twee films toch nog werkelijkheid zal worden.
In 2006 werd een extended edition van de film uitgebracht, met een groot aantal nieuwe scènes die onder andere referenties bevatten naar de vorige films. Zo is de kernbom uit de tweede film in deze scènes al even te zien, en wordt duidelijk hoe de mutantensekte uit de tweede film aan het ontstaan is. 

## Prijzen en nominaties
Battle for the Planet of the Apes werd in 1975 genomineerd voor de Golden Scroll voor beste sciencefictionfilm.